# 江良房栄
江良 房栄（えら ふさひで）は、戦国時代の武将。陶氏の重臣。兄は同じく陶氏の重臣である江良賢宣。

## 生涯
永正14年（1517年）10月25日、大内氏の重臣・陶氏の重臣である江良氏に生まれる。陶晴賢に仕え、名前の「房」の字は晴賢の初名である「隆房」の偏諱を与えられたものと推測される。また、度々大将として軍を率いて安芸国や備後国に幾度も出陣して活躍した。
天文20年（1551年）8月28日から始まる大寧寺の変では、別動隊として宮川房長と共に軍勢を率いて防府から山口に侵攻した。
天文21年（1552年）2月28日、陶晴賢は房栄を奉行として、厳島の商業振興に関する七ヵ条の掟を出している。
同年4月2日に8ヶ国の守護に任じられた尼子晴久は、頻りに備後国や備中国に兵を進め、大寧寺の変後の大内氏における混乱に乗じて国人衆の懐柔や離反工作を行ったことで、安芸や備後の国人衆が尼子方に寝返ることを憂慮した陶晴賢は、房栄を検使として小早川隆景と湯浅元宗のもとに派遣し、毛利元就に要請して安芸・備後方面の鎮撫を一任した。
天文22年（1553年）4月に備後旗返城の江田隆連が尼子方に寝返ったため、その対処のために備後に出陣した毛利元就は長期戦の構えで旗返城を包囲し、10月には攻め落とした。その後、同年12月に元就は山内隆通や多賀山通続を大内方に服属させて、備後における尼子方の勢力を一掃することに成功したが、毛利氏の勢力拡大を警戒した陶晴賢は毛利氏が長期戦でやっと攻め取った旗返城を召し上げて房栄を城番に任じ、毛利氏への見張り役とした。こうした処遇への不満が、翌年に毛利氏が陶氏と断交に踏み切る要因のひとつとなったと考えられている。
天文23年（1554年）5月12日に毛利氏が安芸国における陶氏の拠点への攻撃を開始して、大内・陶氏の勢力から独立した（防芸引分）が、安芸国佐西郡の領主の寄親として安芸国の事情に精通していた房栄は、毛利氏との対決に慎重論を唱えていたために晴賢から毛利氏への内通を疑われ、天文24年（1555年）3月に警固衆（水軍）140艘余りを率いて安芸国佐東郡や厳島を襲撃し、周防国岩国に帰陣した翌日の3月16日に晴賢の依頼を受けた弘中隆兼によって岩国の琥珀院で誅殺された。享年39。

## 江良房栄の内通説
従来、弘治3年（1557年）から弘治4年（1558年）頃に毛利隆元が家臣に宛てたとされる書状から、毛利元就が陶方の重臣である房栄を味方にするために内応を打診し、天文24年（1555年）2月に房栄は毛利氏への内応に応じたが、内応の見返りとして内示された300貫の給地では満足せず、さらに加増を要求したことで、元就と隆元は服属後の房栄の態度に不安を感じ、房栄内応の事実をあえて晴賢に密告して毛利氏の内情を知悉している房栄を討たせるように仕向けたと考えられていた。この事について宮本義己は「元就としては、あえて無理をして房栄を味方に加える必要はなかった。したがって晴賢に謀殺させたことは､敵方の帷幄を消し去ったばかりか、晴賢家中の結束にクサビを打ち込む効果があった」と主張している。
しかし、房栄の内通と見返りの加増要求の根拠となっている上記の毛利隆元の書状において、「江良」の加増要求に対して隆元は、「本来は「江良」の命を取るところを助命した上に300貫を与えるという破格の対応を行ったのに更なる加増を要求するとは何事か。毛利氏の重臣である福原氏や桂氏でも300～400貫も与えていないのに「江良」や毛利與三（後の奈古屋元堯）等に500貫とか300貫を与えることは本来おかしいことだ」と述べている。また、同書状で、毛利隆元が命じていない「江良」との取次を赤川元保が行っている一方で、かつての「房栄」とのやり取りでは誰もが取次をしたと述べており、加増を要求した「江良」とは別に「房栄」が登場している。そして、赤川元保が取次を行った江良氏の人物は、房栄の同族で厳島の戦いの際に助命された江良神六であることから、毛利隆元の書状に記された加増を要求した「江良」は房栄の同族である江良神六を指しており、房栄の毛利氏への内通と加増要求は事実ではないと考えられている。

## 『陰徳太平記』における江良房栄の最期
享保2年（1717年）に成立した『陰徳太平記』では、房栄は「江良丹後守信俊」という名前で智仁勇を兼ね備えた人物として描写されており、房栄の誅殺について以下のように記している。
毛利元就の実力を熟知していた房栄が晴賢に諫言して毛利氏との和平を説いたことで、晴賢は房栄の逆心を疑うようになったところに、元就は房栄の筆跡を真似て房栄から元就に宛てた内通の偽文書を作らせ、わざと陶方に握らせて房栄の裏切りを信じるように仕向けた。元就が作らせた偽文書には毛利氏と陶氏が安芸国と周防国の国境で合戦となった際に房栄が毛利氏に寝返り、その見返りとして房栄に周防国一国を与えることを起請文で取り交わした旨が記されていた。
房栄の毛利氏への内応を信じて房栄の誅殺を決めた晴賢が弘中隆兼に房栄の誅殺について相談したところ、隆兼は房栄はそのような野心を抱くような人物ではないとして、今少し慎重に実否を確かめるべきだと異見したが、晴賢は受け入れなかったため、隆兼はやむなく房栄誅殺を引き受けた。隆兼は相談事があると称して居城の亀尾城に房栄を招き、房栄を誅殺するために屈強な兵十数人を集めた。
隆兼の招きを受けた房栄が何の用心もせずに亀尾城を訪れ、連れてきた若党を玄関に留め置いて単身入城したところで、房栄と隆兼に年来の交友があったため不意打ちをせず、隆兼の嫡男・彦三郎が晴賢の命で誅殺する旨を房栄に伝えて一対一の勝負を挑み、房栄もそれに応じて彦三郎と散々に斬り結んだが、最終的に彦三郎が危ういと見た弘中方の兵十数人が加勢。房栄は庭の隅で迎え討って3人を負傷させたが、多勢に無勢で数ヶ所の傷を負いつつ戦い抜き、小門の柱に寄り掛かって立ったまま討ち死にした。房栄の最期を聞き及んだ人々はその様子を武蔵坊弁慶の最期になぞらえて、智勇に優れた房栄を誅殺した陶晴賢も運の末になったと記している。

## 関連作品
- 『毛利元就』（1997年、NHK大河ドラマ、演：高岡健二）